# Luigi Pelloux
Luigi Gerolamo Pelloux (La Roche-sur-Foron, 1º marzo 1839 – Bordighera, 26 ottobre 1924) è stato un generale e politico italiano, presidente del Consiglio dei ministri italiano dal 29 giugno 1898 al 24 giugno 1900.

## Biografia
Suo padre Giuseppe (Joseph) Pelloux (1799-1866), medico di La Roche-sur-Foron, in Savoia, prese parte ai moti del 1821 e dovette perciò trascorrere diverso tempo in esilio fra Spagna e Francia. Rientrato in Patria, nel 1835 sposò Virginie Laffin (1800-1844), figlia d'un importante industriale. Nel 1841 divenne sindaco di La Roche-sur-Foron, mantenendo tale incarico fino al 1860. Nel 1857 fu eletto deputato del collegio di Bonneville al Parlamento del Regno di Sardegna, dove sedette sino al 1860. Favorevole all'annessione della Savoia alla Francia, ottenne da Napoleone III la conferma a sindaco di La Roche-sur-Foron, carica che mantenne sino alla morte.
Dopo l'annessione alla Francia, il suo primogenito Ernesto (1836-1907), banchiere, scelse la cittadinanza francese. I figli minori Leone (1837-1907) e Luigi (1839-1924), scelsero invece di restare fedeli al sovrano sabaudo, prendendo la cittadinanza italiana.
Luigi, entrato nell'esercito con il grado di tenente di artiglieria nel 1857, fu decorato con la medaglia al valor militare alla battaglia di Custoza nel 1866, e nel 1870 comandò la brigata di artiglieri che aprì la breccia di Porta Pia. Fu eletto alla Camera dei deputati nel 1881 e mantenne il seggio fino al 1895, aderendo al partito della sinistra. Più volte si dichiarò alla Camera come un parlamentare della "sinistra monarchica"; fu un oppositore della politica coloniale sia di Agostino Depretis sia di Francesco Crispi e della politica militare di Cesare Ricotti Magnani.
Entrò al Ministero della Guerra nel 1870 e nel 1880 ne divenne segretario generale, introducendo molte utili innovazioni nell'esercito. Nel biennio 1882-1884 lavorò insieme al suo staff (guidato da Coriolano Ponza di San Martino, capo della Divisione di Stato Maggiore al Ministero) alla riforma dell'Esercito - che prese il nome del ministro della Guerra Emilio Ferrero - con l'obiettivo di rafforzarne la potenza strategica tramite la creazione di due nuovi corpi d'armata. Al momento della sostituzione di Ferrero, la sinistra pentarchica sostenne la nomina di Pelloux a ministro ma Depretis optò per Ricotti. Dopo aver salito tutti i gradi della carriera militare ricevette l'incarico di Capo di Stato Maggiore nel 1896. Fu ministro della guerra nei governi di Rudinì e Giolitti del 1891 e 1893. Nel luglio 1896 riassunse il dicastero della guerra nel nuovo governo di Rudinì e in seguito fu nominato senatore.
Nel maggio del 1897 si occupò della promulgazione della legge di Riforma dell'Esercito, fissando il limite massimo di spesa a 9.560.000 lire all'anno, ma a dicembre di quell'anno fu sconfitto alla Camera sulla questione delle promozioni degli ufficiali. Dopo aver rassegnato le dimissioni fu inviato nel maggio del 1898 come rappresentante personale del Re a Bari, dove, senza ricorrere alla legge marziale, riuscì a ristabilire l'ordine dopo i moti popolari.
Dopo la caduta del governo Rudinì nel giugno del 1898 il generale Pelloux fu incaricato dal re Umberto I di formare un gabinetto in cui assunse anche il dicastero dell'interno. Si dimise nel maggio del 1899 sull'onda dello smacco diplomatico della crisi di San Mun ma fu poi incaricato di formare un nuovo governo. Il nuovo ministero fu decisamente spostato a destra perdendo di conseguenza il possibile appoggio del fronte meno intransigente della Sinistra: Visconti Venosta, indicato da Sidney Sonnino, Antonio Salandra, Giuseppe Mirri e poi Coriolano Ponza di San Martino ne costituirono il solido fronte conservatore. Pelloux prese severe misure repressive contro elementi rivoluzionari nell'Italia meridionale e il suo nuovo governo fu essenzialmente militarista e conservatore.

Cappella funeraria della famiglia Pelloux a Bordighera

La Legge sulla Pubblica Sicurezza per la riforma delle forze di polizia, ereditata dal governo di Rudinì, e successivamente promulgata per decreto reale, fu fortemente avversata dal Partito Socialista, che, insieme alla sinistra giolittiano-zanardelliana e all'estrema sinistra socialista, repubblicana e radicale, riuscì a costringere il generale Pelloux a sciogliere la Camera nel maggio del 1900 e a presentare le dimissioni dopo le elezioni generali di giugno. Nell'autunno del 1901 fu nominato comandante della regione militare di Torino e nel 1905 venne infine collocato a riposo.
Ritiratosi dalla vita pubblica, si trasferì a Bordighera, dove morì il 26 ottobre 1924.
Negli anni ottanta del Novecento 182 volumi appartenenti alla sua biblioteca sono stati acquisiti dalla Biblioteca universitaria di Genova. Si tratta di opere di argomento prevalentemente storico e militare.